# 北方圏農林博覧会
北方圏農林博覧会（ほっぽうけんのうりんはくらんかい 英：GREENPIA'82）は、北海道帯広市で開催された博覧会。

## 概要
帯広市開基百年・市制施行50年記念事業として、十勝地方の基幹産業である農林業に新たなスポットを当てて最先端技術との結びつきを探る。
- 会場：帯広市南町 旧帯広空港跡地（パビリオンゾーン31,700平米・遊園地13,500平米・世界の農機具展40,100平米）
- 会期：1982年7月17日 - 9月5日
- 主催：帯広市、帯広商工会議所、十勝毎日新聞社
- 来場者：544,863人（目標50万人）
- 総事業費：約6億7931万円
- 剰余金：約7908万円[1]
- テーマ：こんにちは、緑の21世紀
- サブテーマ
  - 北方圏農林業の現状と未来
  - 北方圏、21世紀へ
  - 開基100年、伸びゆく十勝圏
  - 世界の農業機械
  - 科学技術の進歩とくらし
- 後援：北海道、北海道議会、北海道教育委員会、外務省、文部省、農林水産省、通商産業省、運輸省、郵政省、科学技術庁、北海道開発庁、林野庁、日本電信電話公社、日本専売公社、アメリカ・カナダ・デンマーク・スウェーデン・フィンランド・ノルウェー大使館、豆類基金協会、畜産振興事業団、新エネルギー総合開発機構、電気事業連合会、電源開発、日本貿易振興会、日本国有鉄道北海道総局、全国農業協同組合連合会、全国農業協同組合中央会、ホクレン農業協同組合連合会、北海道信用農業協同組合連合会、北海道共済農業協同組合連合会、北海道厚生農業協同組合連合会、全国森林組合連合会、北海道森林組合連合会、北海道木材協会、林業機械化協会、北海道林業機械化協会、北方圏センター、北海道経済連合会、北海道商業会議所連合会、北海道観光連盟、北海道貿易物産振興会、北海道電力、十勝町村会、帯広青年会議所、日本放送協会、北海道放送、札幌テレビ放送、朝日新聞北海道支社、読売新聞北海道支社、毎日新聞北海道支社、全国農業協同組合連合会札幌支社、日本原子力研究所、動力炉・核燃料開発事業団、日本原子力産業会議、日本原子力文化振興財団
- マスコットキャラクター - とかち君（通称・かち坊）
  - エゾシマリスをモチーフにテンガロンハット、ファーマーウェアを着用し手にフォークを持ったデザイン。北海道スピークスセンター末谷進一がデザイン。
- シンボルマーク - 果てしなく広がる十勝の大自然と波打つ畑のイメージを重ねてデザイン化し、広大な自然を残す思いを込めた。電通北海道支社がデザイン。
- 入場料
  - 前売・団体：大人1,000円・高校生700円・小中学生300円、3歳以上幼児100円
  - 当日普通：大人1,200円・高校生900円・小中学生500円・3歳以上幼児200円
  - 団体は20人以上、20人につき1名無料。
- 役員
  - 名誉総裁：中川一郎（科学技術長官）、堂垣内尚弘（北海道知事）
  - 総裁：田本憲吾（帯広市長）
  - 会長：林克己（十勝毎日新聞社社長）
  - 実行委員長：林正巳（十勝毎日新聞社副社長

## 施設・パビリオン
- テーマ館「緑の21世紀館」 - 十勝を始めとした日本農業の最先端技術による未来像を展示。
  - テーマ展示 - 「宇宙技術と未来農業」「生命科学と未来農業」のテーマで二分しポマトの大型模型やハクランの実物やバイオマス資源・牛の人工妊娠のパネルといったバイオテクノロジー、アメリカ大使館提供の月の石やランドサット人工衛星模型・屋外のTT-500Aロケット実物大模型で宇宙開発技術と農業を展開。
  - 企業展示 - コンピューター農業、省エネ・効率化農業などテーマに関連した企業ブース。
    - 第一熱原：京都セラミック協賛のもと再結晶宝石「クレサンベール」を用いたティアラやエメラルド、太陽光パネル製品を展示[2]。
    - 久保田鉄工：「2001年エネルギーの旅」をテーマに太陽熱ソーラー、地熱、メタン発酵熱といった農業関連の最新技術をガスエンジン発電機実物や近未来農場の模型等で展示。
    - 中山製鋼所：経営計画に応じた増築を容易にした多目的ユニット畜舎を紹介。
    - 帯広松下電工：音声認識センサーを活用した「スイッチランド」や総合情報開発システムを展示。
    - 電源開発 - エアロバイクを用いた発電量測定照明装置や年度別電力使用量の具体化パネルを展示。
    - 土谷特殊農機具製作所 - コンピューターを用いた酪農システム技術を紹介。
    - 国際科学技術博覧会協会 - UFOミラービジョン等、ジオラマ・プレイコーナー・パネルで科学万博の開催計画を紹介する。
    - 科学農業推進プロジェクトチーム：木村機械店・フジヤ矢野科学・北海道コンピュータの合同でコンピューターと電子機器を結んだ飼料分析・肥料分析・牛乳成分分析などの酪農総合情報システムプログラムを展示。
    - 陽気堂クリエート工業 - 太陽熱ソーラーシステムに焦点を絞った生活提言展示。
    - 東京芝浦電気 - 強烈な照明効果の中でHBCテレビ中継車など北海道内の東芝製品紹介パネルや太陽電池、パソピア、マルチビジョンの実演を展開。
    - NEC - 気象衛星画像送信システムによる昼間1日3回のひまわり最新気象画像受信、365日連続気象画像のビデオ上映、パソコンゲームを展示。
    - ソニー - 9面マルチビジョンや自動回転ビデオカメラの実演を実施。
    - 日立製作所 - 太陽熱利用の植物工場システムなど日立グループの最新農業システムをパネル展示。
    - ほくさん - 太陽電池システムや受精卵凍結装置等を展示。
    - 富士通「ファミリープラザ数の広場」 - 日本語ワープロOASYS100Jによる童話制作、立体四目並べ・4つの立方体など6種のパズルゲームを展示。
    - 日本電信電話公社「でんでんファンタジア」 - プッシュホン操作によるジャックと豆の木ロボット、ゴルフ・減量・姓名・バイオリズム・運勢のコンピューター占い、テレビ電話、ジャンケンロボットを展示。
- 北の大自然館 - 森林の大パノラマや動植物の生態や林業関連等、北方圏の自然を分かりやすく紹介する。
  - テーマ展示 - 林業にスポットを当てて地球史から見た北海道、北方の林業・林産、林業経営と科学技術の3要素で構成された。樹齢200年高さ23mのエゾマツのシンボルツリー、忠類村のナウマンゾウ復元骨格、道産樹種の輪片を集め同年代の人物と比較する「樹齢と歴史上の人物」、読売ジャイアンツ選手のサインバットと野球バット製造工程紹介、道産桂材を用いた世界一の木琴、バイオマスを初めとしたこれからの林業パネル、道産材モデルルームを展示。
  - 企業展示 - 天然資源や観光・レクリエーションに関連した企業が出展。
    - サントリー - 十勝の野鳥生態調査パネルやウイスキー樽・ポットスチルを展示。
    - 合同酒精 - ストロボを仕込んだ光と水の芸術「マジック・ファウンテン」、酒類製品のショーケース展示、CMフィルム紹介を実施。
    - 日本航空 -　ボーイング747SRの10分の1模型やジェット&レールプランのPRパネルを展示。
    - 北海道コカ・コーラボトリング - 世界10カ国のコーラボトルや過去のCMを展示。
    - 新田ベニヤ工業 - ドラムセットやヨット模型等で合板の幅広い活用を紹介。
    - 全日本空輸 - ボーイング747模型を中心に過去の全日空機の写真パネルや旅客機小型模型を展示。
    - 小西六写真工業 -　コニカの歴代製品の実物展示や徳之島の5つ子の写真展を実施。
    - 東亜国内航空 - ダグラスDC-9模型、エアバスA300実物座席、航空貨物コンテナ等を展示。
    - 王子製紙 - 新聞を素材としたモニュメントやグループ各社の紙製品の用途を展示。
    - 林業機械化協会 - 開拓期の冬山造林ジオラマや芝刈り機、多目的トラクターを展示。
    - 国鉄コーナー - 国鉄本社協力のもと近代車両展写真パネルやリニアモーターカーML-500模型を展示。
- 北のフロンティア館 - 十勝の開拓や北方農業の歴史、酪農・農業の今後を展示。
  - テーマ展示 - 十勝農業の発展の歴史を柱に帯広開基百年に至るまでの足取りや将来への展望を展示。開拓当初に使われた時鐘、昭和初期から戦後までの農業機械、日本と世界の食料消費比較、ヨーロッパを上回った十勝の乳牛一頭あたりの牛乳生産量の比較、帯広市緑ヶ丘公園の世界一長い400mベンチで撮影された世界一長い写真、北方領土返還を訴える3面マルチ映像とパネルによる「望郷のサイロ」、東大雪山系の永久凍土、ひよこ孵卵器実演、周氷河土「十勝坊主」を展示。
  - 企業展示 - 農産関連の展示を実施。
    - 北海道農協乳業「よつ葉クイズランド」 - よつ葉3.4牛乳をモチーフに牛乳に関するクイズを展開。
    - サッポロビール - 札幌官営麦酒工場以来の歴史紹介や全製品のショーケース、アルミ樽から無限にビールが出るディスプレイ「マジックビール」を展示。
    - 北海製罐グループ - 産業用ロボットによる貯金缶の製造実演を展開。
    - ホクレン - パソコンクイズ、6面マルチビジョンビデオや3基のブック型パネルによる十勝の農業紹介を展開。ホクレンくみあい飼料、北東化成が後援。
    - 日本ビート糖業協会 - ビート糖の生産工程をパネル展示。
    - 池田町ブドウ・ブドウ酒研究所 - 多くのワイングラスにワインが滴り落ちるローゼワインの滝ディスプレイやワイン樽、ぶどう絞り器や各種ワイン製品を展示。
    - カルビー「十勝はポテトカントリー」 - ポテトチップスに用いるじゃがいもの産地である十勝とカルビーの関わりを大型イラストパネルなどで紹介、ポテトスナックの試供も実施。
    - 日本専売公社 - 明治37年から昭和45年にかけての懐かしのタバコをショーケース展示する。
    - ニッカウヰスキー - 樽からグラスに流れ落ちるウイスキーのディスプレイ、製造工程のパネルや製品ショーケースを展示。
    - 雪印乳業「雪印こどもの国」 - 北海道酪農の歴史パネルや牛の模型、白いすべり台や乳製品のクイズパネルを展示。
    - 北海道土地改良事業団体連合会十勝支部「みのり豊かな大地をめざして-農業基盤整備事業-」 -　3面マルチスライドで農業基盤整備事業のPRを実施。
- 国際バザール - 帯広・十勝、帯広市の姉妹都市松崎町・徳島市・大分市、道東5市、カナダ・フィンランド・スウェーデン・ソ連等北方圏6カ国の民芸特産品を展示販売。
  - 出店：池田町、鹿追町、新得町、浦幌町、士幌町、上士幌町、藤丸デパート、イトーヨーカドー、ニチイ、六花亭、さいかわ産業、千秀堂、札幌メダル商会、とくら、ヤマモト旗工、柳月、竹屋、坂本商事、川田スポーツ、駒屋、道東ライス、北海道農業乳業、小売酒販組合
- 映像ドーム - 8m×18mのドーム内のジャンボスクリーンにて、ノックスビル国際エネルギー博覧会日本館にて上映された日本のエネルギー問題を題材とした天周映像の再編集版を上映。
  - 出展・協賛：北海道電力、三菱重工業、三菱商事、三菱電機、動力炉・核燃料開発事業団、日本原子力研究所、大成建設、東亜建設工業、住友金属工業、日本鋼管
  - 後援・協力：通商産業省、科学技術庁、日本貿易振興会、新エネルギー総合開発機構、日本原子力産業会議、日本原子力文化振興財団
- 屋外展示
  - ノースランドロッヂ豆の館 - カラマツ材を用いた小型ログハウス。地元農業青年による豆のモザイク画展示、豆の即売会、豆料理のパンフレット配布を実施。
  - から松ログハウス - から松のサトウ製作のログハウス、旅と宿のご案内デスクに利用。閉幕後は幸福駅に移設[1]。
  - パナソーラーシステム - パナ住設の開発によるコンピューター制御で夜明けから日没まで太陽を追う暖房給湯用ソーラーシステム。
  - 川田産業「カワタエレメンツハウス」 - 二酸化炭素供給による野菜栽培試験を実施、通常の農業ハウスに比べ2-3倍の成長を記録。
- 新幹線ひかり号 - 1982年2月に退役した0系新幹線車両（22-56）を国鉄浜松工場から御前崎港・十勝港を経由し移送、「新十勝」の駅名を表したホームを設け屋外展示。閉幕後は帯広市児童会館に移設[1]。
- ふれあい牧場 - ウサギ、ヤギ、羊、亀、子牛、ポニーなどを配したミニ牧場。
- 遊園地「グリンピアランド」
  - アトラクション：バイキング「グレートポセイドン」、サイクルモノレール、恐怖の館「ファンハウス」、エアファイター、チェーンタワー、エア遊具「ネッシー」、ゴーカート、ミニ列車
- イベント広場「緑と太陽のステージ」
- 日本庭園 - 閉幕後は帯広百年記念館前庭に移設[1]。
- レストラン
- 焼肉・ビアガーデン

## 主なイベント
緑と太陽のステージ
- 南部昌江ウィズ チュプ、十勝花子ステージ（7月17日）[3]
- NHKラジオ「ひるの散歩道」公開録音「聖子 夏にうたう」（7月31日 ゲスト：松田聖子）[4][5]
- アンドロメロスショー（8月3・4日）[3]
- サウンドイングリンピア'82[3]
  - 8月7日：簔谷雅彦
  - 8月8日：ARB
- 早稲田大学グリークラブ（8月10日）[3]
- 薗田憲一とデキシーキングス（8月11日）[6]
- STVラジオ「北海道ヤングヒット10」公開録音（8月17日 ゲスト：大橋純子）[5]
- NHKテレビ「ひるの招待席」公開録画（8月21日 ゲスト：ハイ・ファイ・セット）[5]

併催行事
- 第25回全国農業機械展（7月17日 - 25日）
- 全国林業機械展（8月6日 - 10日）
- 建設機械展（8月18日 - 22日）
- 十勝盆栽展（8月21日 - 27日）

## 沿革
- 1978年12月 - 帯広市開基100年・市制施行50年記念事業等推進委員会設置、同委員会にて博覧会開催の意見が提案される。
- 1979年10月 - 帯広市・十勝毎日新聞社が博覧会開催の意向を固める。
- 1981年
  - 4月 - 企業出展要請準備開始。
  - 4月23日 - 実行委員会設立。
  - 8月 - 出店募集開始。
  - 11月22日 - 地鎮祭開催。
  - 11月末 - 第一次会場整地工事終了。
- 1982年
  - 5月30日 - 起工式開催。
  - 6月21日 - 23日 - 静岡県御前崎港から十勝港まで0系新幹線の海上輸送を実施[7]。
  - 7月17日 - 開会式。バトントワラーズと自衛隊音楽隊の入場行進、林正巳実行委員長（十勝毎日新聞副社長）の開会宣言、田本帯広市長挨拶、中川一郎名誉総裁（科学技術庁長官）・永沢悟北海道副知事の祝辞、帯広畜産大学騎馬隊による博覧会・帯広市・帯広商工会議所・十勝毎日新聞旗入場、中川科学技術長官・永沢副知事・田本市長・木ノ内国明帯広市議長・宮本義雄帯広商議所会頭・西川義正帯広畜産大学学長・太田寛一前全農会長・林十勝毎日新聞社長・小森昭治陸自第五師団長・事前募集した「緑」の名前を持つ3歳・7歳児童によるテープカットと鳩の放鳥を行った[8]。
  - 7月25日 - 来場者10万人達成。
  - 8月5日 - 来場者20万人達成。
  - 8月15日 - 来場者30万人達成。
  - 8月21日 - 来場者40万人達成。
  - 9月3日 - 来場者50万人達成、目標来場数を上回る。
  - 9月5日 - 最終日、期間中最多の32,832人が来場。17時半より閉会式を実施、田本市長の挨拶、宮本商議所会頭・林勝毎社長の謝辞、施工・協力団体への感謝状贈呈、木ノ内市議長の閉会宣言、矢地広三十勝町村会長による万歳三唱を行い、その後さよならパーティを実施[9]。